# Pirata yaginumai
Pirata yaginumai este o specie de păianjeni din genul Pirata, familia Lycosidae, descrisă de Tanaka, 1974. Conform Catalogue of Life specia Pirata yaginumai nu are subspecii cunoscute.